# Veronika de Desenice
Verónica de Desenice (en esloveno: Veronika Deseniška ; 1380- 17 de octubre de 1425) fue la segunda esposa de Federico II, conde de Celje. Es conocida por haber sido sometida a juicio por brujería por su suegro, ya que este se opuso al matrimonio de Verónica con su hijo, pero no logró que la condenasen pero sí consiguió que fuera encarcelada y asesinada.

## Biografía
Se cree que el nombre Deseniška deriva del pueblo de Desinić en Croacia, donde Federico también tenía extensas propiedades, y que también que se conoce como Dessnitz, Dessenitz, Desnicze, Teschnitz, Teschenitz y Dessewitz en varias fuentes históricas. Sin embargo, hallazgos más recientes indican que el nombre Deseniška deriva del pueblo de Dišnik. El topónimo inexistente Desenice es una formación inversa del adjetivo Deseniška.
Posiblemente estuvo empleada como doncella de Isabel de Frankopan, la primera esposa de Federico II, conde de Celje.
Cuando Isabel de Frankopan murió repentinamente en 1422, Federico fue acusado de haberla asesinado para poder casarse con su amante Verónica, y el padre de Federico, Hermann II, conde de Celje, acusó a su hijo de haber cometido adulterio con Verónica.
Federico negoció con la República de Venecia para asegurar protección para él y Verönica; sus negociaciones resultaron exitosas en 1425, y ese mismo año, se casó con Verónica contra la voluntad de su padre y del emperador Segismundo. Los jóvenes esposos residieron en Venecia. El padre de Federico, Hermann II, se oponía firmemente al matrimonio porque Verónica no era de familia noble.
El emperador Segismundo visitó a Federico y, a su llegada, lo hizo capturar y lo devolvió a su padre. Las crónicas de los condes de Celje sugieren que hizo arrestar a su hijo y, mientras lo tenía prisionero, inició un proceso por brujería contra Verónica, acusándola de haber encantado a Federico e intentado asesinar a Hermann II con veneno. El proceso por brujería fracasó; al contar con una buena defensa, el tribunal la absolvió por falta de pruebas.

## Asesinato
A pesar de la decisión del tribunal, su suegro la hizo encarcelar en el castillo de Ojstrica, cerca de Tabor, donde fue asesinada, supuestamente por orden de Hermann II, quien al parecer ordenó a su caballero Jobst von Helfenberg que la ahogara durante su baño el 17 de octubre de 1425.
Fue enterrada en Braslovče y unos años más tarde Federico dispuso que sus restos fueran enterrados nuevamente en el monasterio cartujo de Jurklošter y en su memoria también hizo una donación al monasterio de Bistra.

## Legado
La trágica historia de amor de Verónica y Federico, que también marcó el comienzo del fin de la Casa de Cilli, ha sido la inspiración de numerosas creaciones literarias. Entre otros, fue la protagonista de la historia de Josipina Turnograjska de 1851 Nedolžnost in sila (Inocencia y fuerza; llamada Veronika Desinska), la obra de teatro de 1880 de Josip Jurčič Veronika Deseniška, la obra de Oton Župančič de 1924 Veronika Deseniška. La obra de 1932 de Bratko Kreft  Celjski Grofje (Los condes de Celje), la ópera Veronika Deseniška por Danilo Švara de 1946, la obra de Franček Rudolf de 1968 Celjski grof na žrebcu (El conde de Celje sobre un semental) y la obra de 1974 Veronika. También Dušan Čaterescribió en 1996 la novela infantil Veronika Deseniška mientras que Leon Firšt en 2016 escribió el musical llamado, Veronika Deseniška. Esta heroína inspiró también obras en croata, alemán, checo e italiano.
El Premio de poesía Verónica y el Festival Verónica llevan el nombre de Veronika de Desenice.
La canción eslovena que participó en el Festival de la Canción de Eurovisión 2024, interpretada por Raiven, lleva el nombre de Veronika.